# Robin Hanson (simmare)
Carl Robin Mario Hanson, född 2 april 2001 i Barkarby, är en svensk simmare. Han tävlar för Spårvägen Simförening och har tidigare tävlat för Järfälla Simsällskap.

## Karriär
Den 20 maj 2021 vid EM i Budapest simmade Hanson 200 meter frisim på tiden 1.46,50 och slog då Anders Holmertz svenska rekord från 1992.
Vid OS 2021 i Tokyo tävlade Hanson i två grenar. Han blev utslagen i försöksheatet på både 100 och 200 meter frisim.